# 필리프 헬란데르
필리프 빅토르 헬란데르(스웨덴어: Filip Viktor Helander, 1993년 4월 22일 ~ )는 스웨덴의 축구 선수이다. 포지션은 수비수이며, 현재 오모니아 소속이다.